# Heitenried
Heitenried est une commune suisse du canton de Fribourg, située dans le district de la Singine.

## Géographie
Heitenried se situe à 15 km à l'est de Fribourg, dans le district de la Singine, et à 5,5 km au sud-est de la gare de Schmitten, sur une hauteur près de la forêt de Magdalena. Elle est dominée par le château seigneurial.
Limitrophe de Tavel et Ueberstorf et de Schwarzenburg dans le canton de Berne[réf. souhaitée], elle comprend en plus du village de Heitenried les hameaux de Scheuergraben, Schönfels, Selgiswil, Unterwinterlingen et Wiler vor Holz.
Le territoire de la commune mesure 9,12 km2. 6,7 % de cette superficie correspond à des surfaces d'habitat ou d'infrastructure, 73,6 % à des surfaces agricoles, 18,7 % à des surfaces boisées et 1,0 % à des surfaces improductives.

## Toponymie
Le nom de la commune se compose du nom de personne Heito, fréquent en vieux haut allemand, et de Ried, qui signifie terrain défriché (équivalent dans le canton de Fribourg au francoprovençal essart, essert). Il désigne donc initialement le domaine (défriché) de Heito.
Sa première occurrence écrite date de 1476, sous la forme de Heytenried.
L'ancien nom français de la commune, Les Esserts, lui est antérieur, avec une première occurrence attestée en 1228 sous la forme de Essers.

## Histoire
Un tumulus hallstattien (dans la forêt de Magdalena) et des vestiges de la route romaine (près de Schwarzenburg) ont été découverts sur le territoire de la commune. Le toponyme indique une colonie alémane au Xe ou XIe siècle. 
Une famille de chevaliers von Ried est connue à partir du XIIIe siècle. Au XIVe siècle, Heitenried appartient quelque temps aux comtes de Thierstein. La famille Velga de Fribourg acquiert la seigneurie en 1442. Heitenried relève alors des Anciennes Terres (bannière de l'Auge, l'un des quatre quartiers de la ville de Fribourg, dirigé par un banneret). Le château passe en 1579, par héritage et rachat, aux Diesbach-Steinbrugg. Leur dernier représentant lègue le domaine à son serviteur Pierre Bersier en 1820.

## Politique
La commune est gouvernée par une Assemblée communale (Gemeindeversammlung, législatif) et un Conseil communal (Gemeinderat, exécutif) composé de sept membres. Le dernier renouvellement intégral de l'exécutif a eu lieu le 7 mars 2021 (élus tous issus d'une liste commune des partis de la commune : Centre gauche - PCS, PDC, PLR  et indépendants). Le syndic (Gemeindepräsident) pour la législature 2021-2026 est Bruno Werthmüller (Centre gauche - PCS).
Lors des élections fédérales de 2019 pour le Conseil national, l'UDC a obtenu 24,5 % des voix, le PDC 23,2 %, le PLR 12 %, les Verts 10,5 %, le PS 8,4 %, les Vert'libéraux 5,1 %.

## Population et société

### Surnom
Les habitants de la commune sont surnommés d'Chooleseck, soit les sacs de charbon en dialecte singinois.

### Démographie

#### Évolution de la population
Heitenried compte 1 419 habitants au 31 décembre 2022 pour une densité de population de 156 hab/km2. Sur la période 2010-2019, sa population a augmenté de 8,7 % (canton : 15,5 % ; Suisse : 9,4 %).  

#### Pyramide des âges
En 2020, le taux de personnes de moins de 30 ans s'élève à 32,8 %, au-dessous de la valeur cantonale (35,2 %). Le taux de personnes de plus de 60 ans est quant à lui de 24 %, alors qu'il est de 22 % au niveau cantonal.
La même année, la commune compte 718 hommes pour 677 femmes, soit un taux de 51,5 % d'hommes, supérieur à celui du canton (50,1 %).
| Hommes | Classe d’âge | Femmes |
| ------ | ------------ | ------ |
| 0,1    | 90 ans ou +  | 0,6    |
| 6,0    | 75 à 89 ans  | 8,9    |
| 17,5   | 60 à 74 ans  | 14,9   |
| 25,2   | 45 à 59 ans  | 27,3   |
| 15,2   | 30 à 44 ans  | 18,6   |
| 18,4   | 15 à 29 ans  | 14,8   |
| 17,5   | - de 14 ans  | 14,9   |

| Hommes | Classe d’âge | Femmes |
| ------ | ------------ | ------ |
| 0,4    | 90 ans ou +  | 1,0    |
| 5,9    | 75 à 89 ans  | 7,4    |
| 14,5   | 60 à 74 ans  | 14,8   |
| 22,2   | 45 à 59 ans  | 21,9   |
| 21,0   | 30 à 44 ans  | 20,6   |
| 19,1   | 15 à 29 ans  | 18,3   |
| 17,0   | - de 14 ans  | 16,0   |

## Économie
En 2000, la moitié des emplois sont fournis par le secteur tertiaire, à peine un tiers par le primaire.

## Photographies

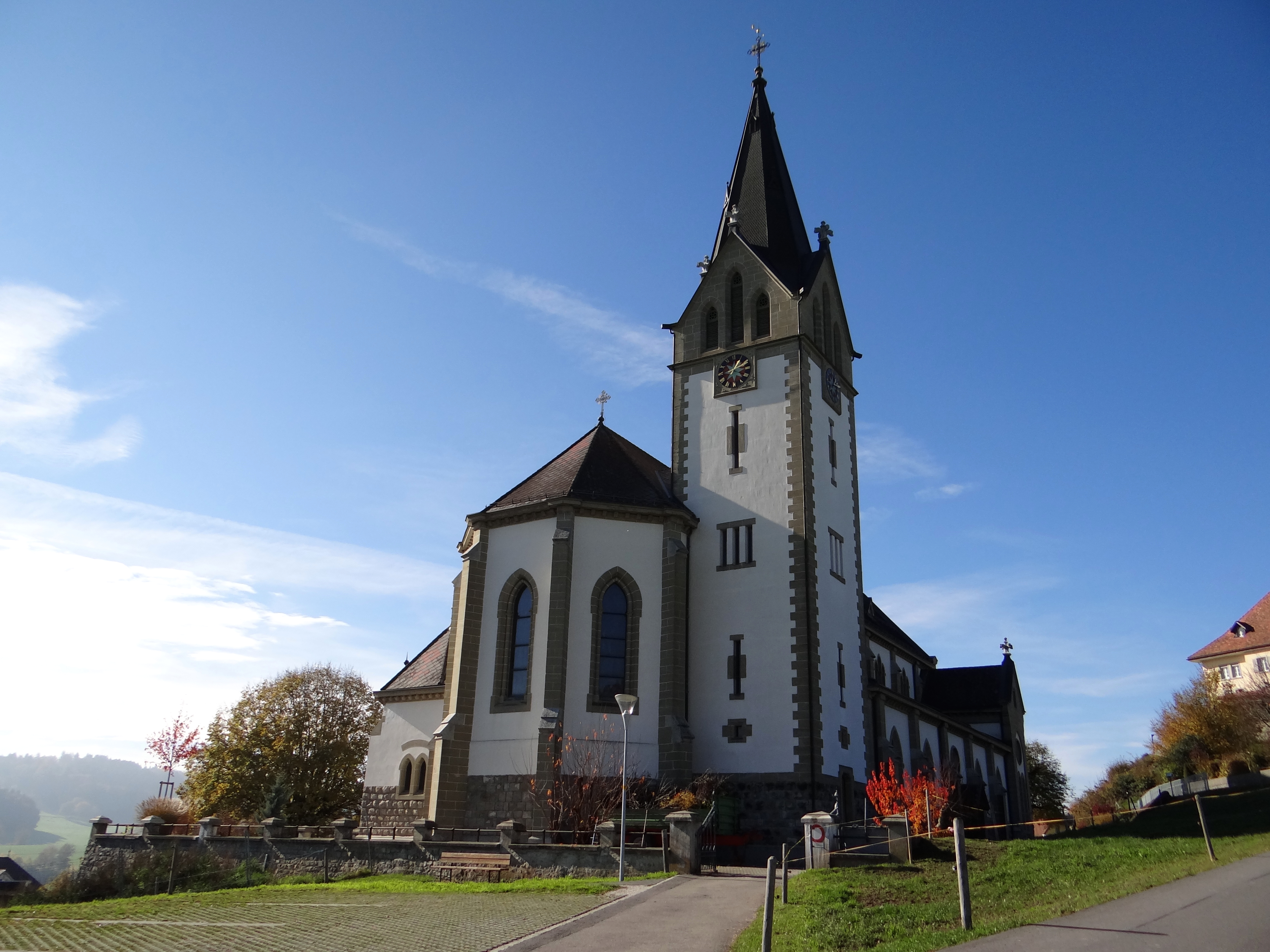
Heitenried : Église paroissiale Saint Michel - façade
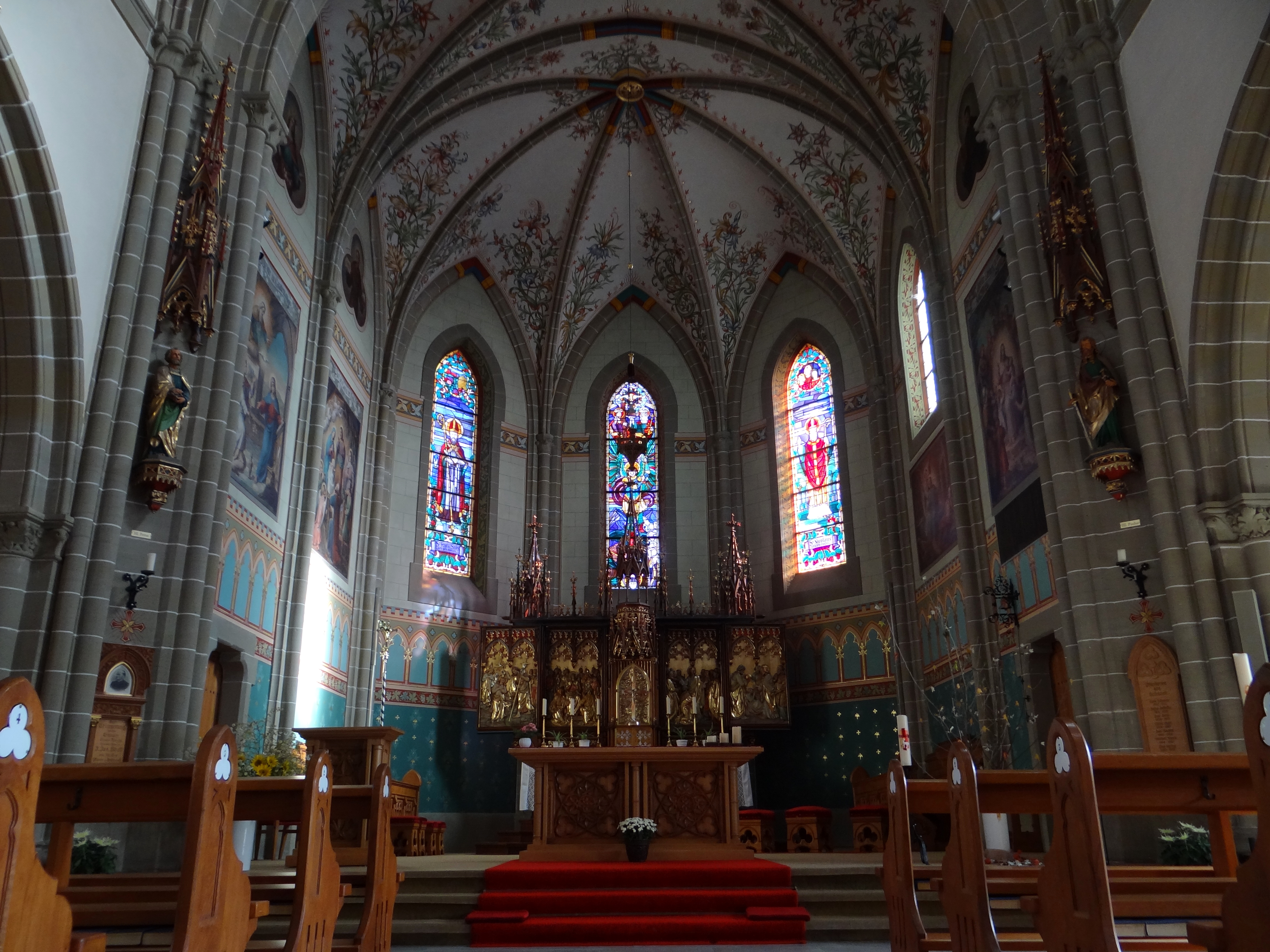
Heitenried : Église paroissiale Saint Michel - intérieur
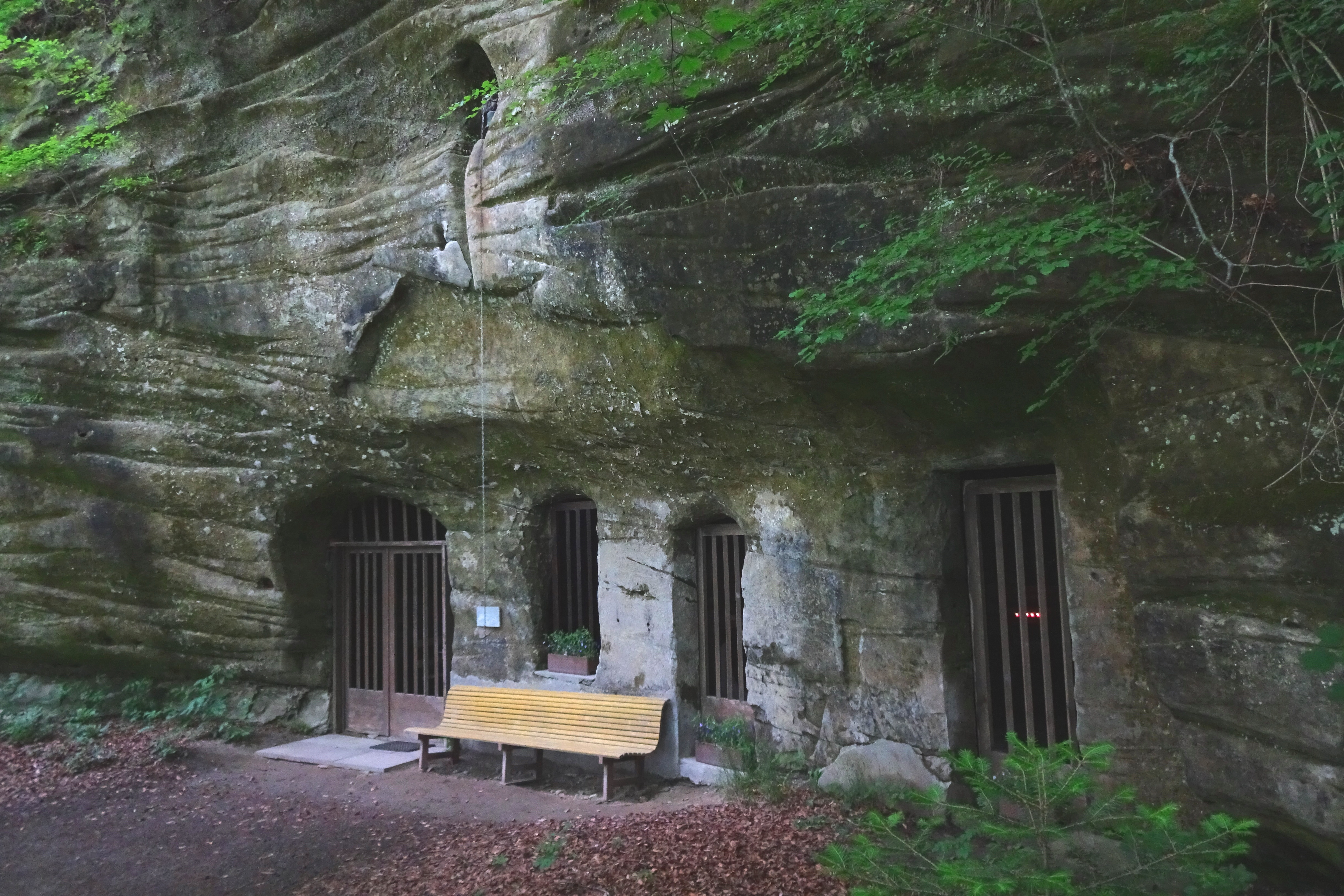
Heitenried : Chapelle rupestre de Sainte-Madeleine - façade
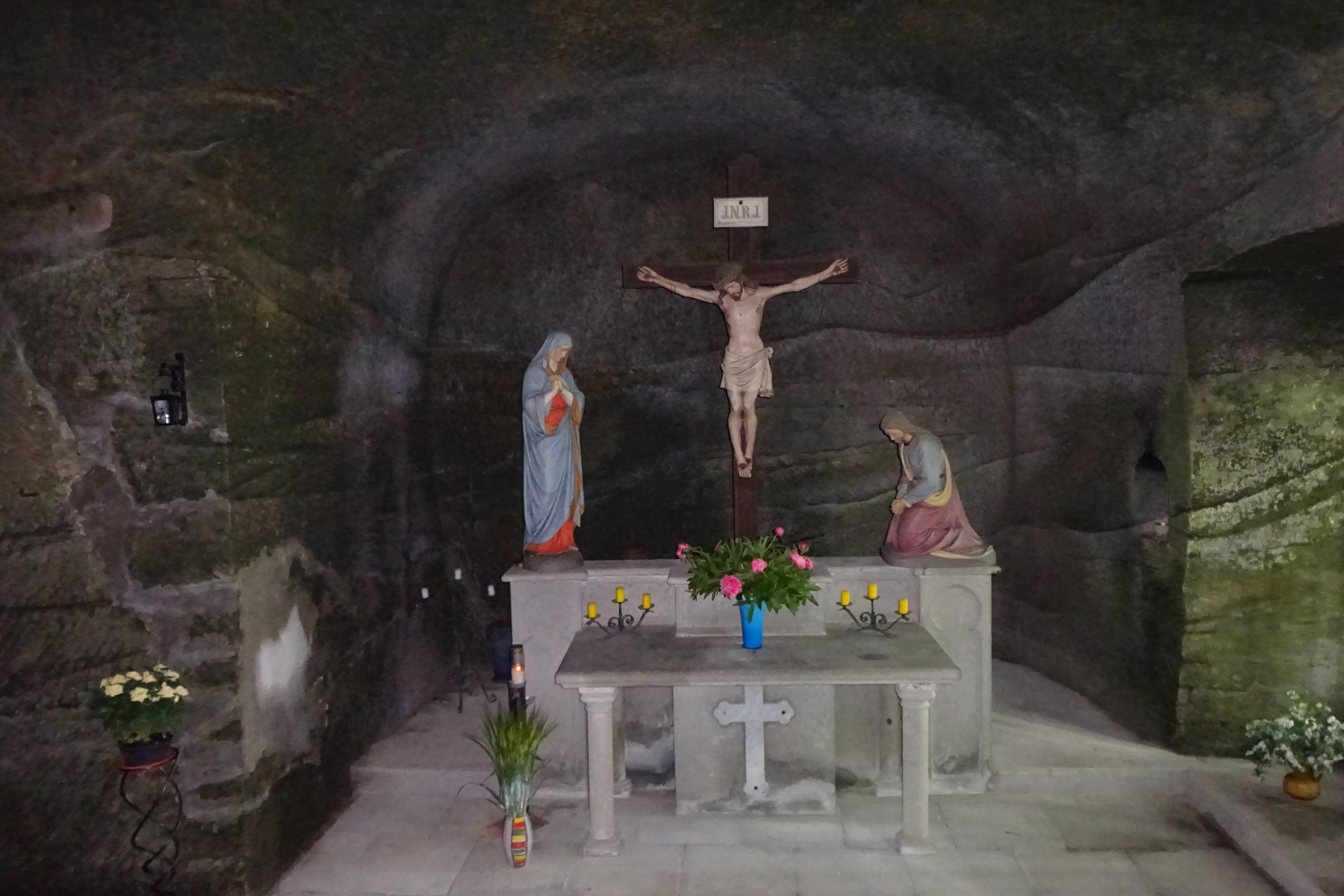
Heitenried : Chapelle rupestre de Sainte-Madeleine - intérieur
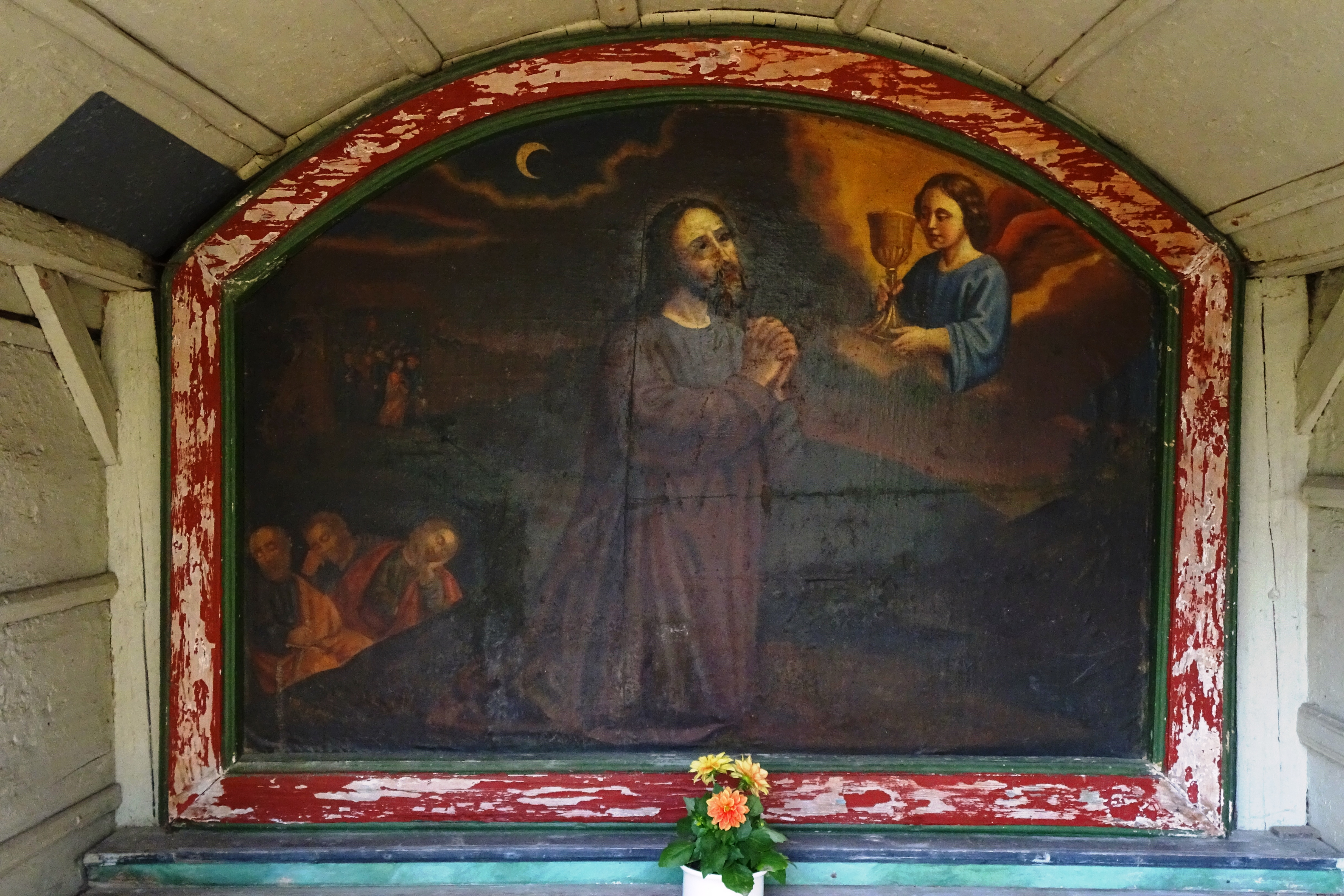
Heitenried : Chapelle rupestre de Sainte-Madeleine - oratoire inférieur (première chapelle au Schlosswald)